# Zaoli
Le zaoli est une danse traditionnelle sacrée féminine de l'ethnie gouro, en Côte d'Ivoire.

## Déroulement
Le rôle du masque est tenu par une femme en cape blanche. Les initiées, brandissant des branches, font des allers-retours entre l'orchestre de tam-tams et l'assistance, qui est invitée à donner de l'argent dans deux assiettes posées au sol. Bien que la danse soit exclusivement dansée par des femmes, ce sont les hommes qui décident de l'utilisation de l'argent récolté.

## Signification
Cette danse est utilisée afin de conjurer un mauvais sort, invoquer l'âme d'une initié défunte afin de protéger ses descendants ou lors de la mort d'une initiée.